# Picea purpurea
Picea purpurea är en tallväxtart som beskrevs av Maxwell Tylden Masters. Picea purpurea ingår i släktet granar och familjen tallväxter. Inga underarter finns listade i Catalogue of Life.
Arten förekommer i bergstrakter i provinserna Gansu, Qinghai och Sichuan i Kina. Den växer i regioner som ligger 2600 till 3600 meter över havet. Picea purpurea hittas ofta på sluttningar som är riktade mot norr. Vädret i regionen är kyligt och den sparsamma nederbörden är främst snö under vintern.
Denna gran ingår vanligen i barrskogar tillsammans med Picea asperata, Picea wilsonii, Larix potaninii och Abies fargesii. Vid skogsgläntor kan även lövträd av poppelsläktet och björksläktet ingå. I skyddade dalgångar hittas även Tsuga chinensis och arter av eksläktet i samma skogar.
Artens trä används bland annat för möbler, musikinstrument, byggkonstruktioner och i viss mån även för produktionen av pappersmassa. Allmänt fälls fler träd av arten än skogen kan återskapa. I några känsliga områden blev avverkning av Picea purpurea förbjuden. IUCN listar arten som nära hotad (NT).

## Bildgalleri

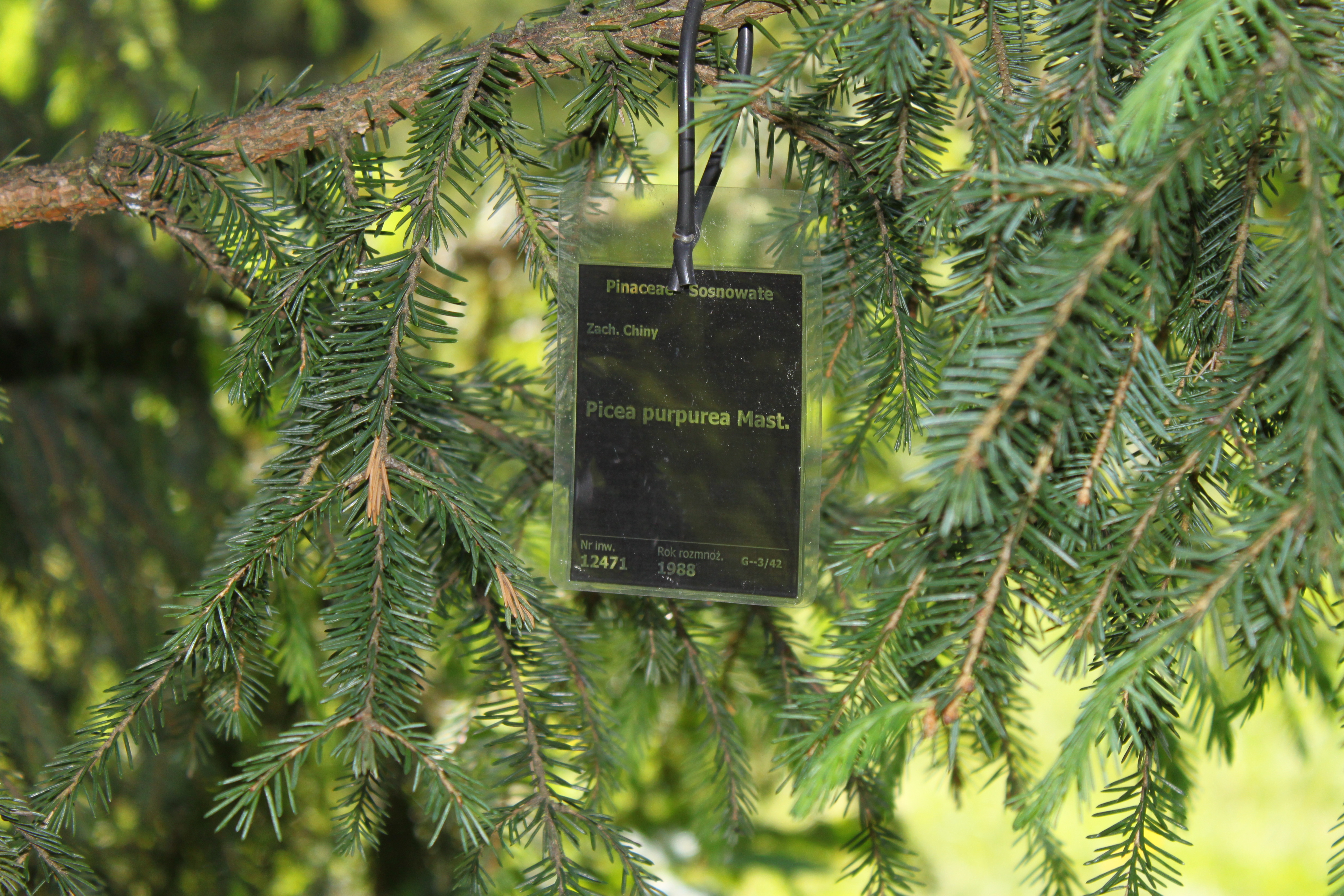